# Понто Комбо
Понто Комбо (фр. Pontault-Combault) град је у Француској, у департману Сена и Марна.
По подацима из 1999. године број становника у месту је био 32.886.

## Демографија
| 1962. | 1968. | 1975.  | 1982.  | 1990.  | 1999.  | 2011.  |
| ----- | ----- | ------ | ------ | ------ | ------ | ------ |
| 7.465 | 9.282 | 16.761 | 19.037 | 26.804 | 32.886 | 36.458 |

## Партнерски градови
- Бајлштајн
- Абиџан
- Caminha
- Anyama
- Радауци